# Silkehaler
Silkehaler (Bombycillidae) er en familie af spurvefugle. Familien omfatter normalt kun silkehaleslægten Bombycilla, men nogle gange medtages de nærtbeslægtede silkemonarker samt palmedroslen.
Også de to arter Sulawesifløjter (Hylocitrea bonensis) og Hypocolius (Hypocolius ampelinus) samt de fem uddøde honningædere fra Hawaii (i slægterne Moho og Chaetoptila) er alle nært beslægtede med silkehalerne.

## Alternativ taksonomi
Nogle gange medtages udover slægten Bombycilla også følgende slægter til familien silkehaler:
Familie: Bombycillidae
- Slægt: Dulus
  - Art: Palmedrossel (Dulus dominicus)
- Slægt: Ptilogonys
  - Art: Grå silkemonark (Ptilogonys cinereus)
  - Art: Langhalet silkemonark (Ptilogonys caudatus)
- Slægt: Phainopepla
  - Art: Sort silkemonark (Phainopepla nitens)
- Slægt: Phainoptila
  - Art: Gulgumpet silkemonark (Phainoptila melanoxantha)
- Slægt: Bombycilla
  - Art: Silkehale (Bombycilla garrulus)
  - Art: Japansk silkehale (Bombycilla japonica)
  - Art: Cedersilkehale (Bombycilla cedrorum)